# Мечеть Джами (Коканд)
Мечеть Джами (Коканд) (узб. Qoʻqon jome masjidi) — архитектурный памятник, расположенный на площади Чорсу в Коканде (Ферганская область, Узбекистан). Построена в 1819-1822 году по приказу кокандского правителя Умар-хана. Комплекс состоит из мечети, медресе, помещения для намаза, минарета и ханаки.
В настоящее время входит в список материального культурного наследия Узбекистана республиканского значения.

## История
В 1805 году по приказу кокандский правитель Алим-хан начинается строительство соборной мечети в Коканде, но оно было остановлено. В 1819 году следующий правитель Кокандского ханства - Умар-хан вновь начинает строительство мечети Джами. Руководителем строительства был известный зодчий из Ура-Тюбе. Под его началом работало 200 строителей. Через два года мечеть Джами была построена.
В мечети Джами расположен большой двор. В западной часть двора мечети находится большой айван (площадь составляет 97, 5 х 25, 5 метров), кровлю которого поддерживают 98 колонн, а также ханака. Колонны айвана – это произведение искусства, они тонко расписаны красками с добавлением золота. Ханака построена с высоким расписным потолком. В центре двора построен минарет высотой 22,5 метра. Каменный минарет с гладкой кольцевой кладкой жженого кирпича и шести арочным фонарем, который увенчан граненым куполом. Однако минарет не украшен дополнительными узорами. На вверх минарета ведёт винтовая лестница.
Стены мечети и сейчас сохраняют ганчевую резьбу, которая является уникальной для Ферганской долины. По периметру двора располагались худжры (учебные классы), поскольку при мечети действовало медресе.
Медресе действовало до 1918 года, мечеть до 1930 года.